# Пассек, Василий Васильевич (старший)
Василий Васильевич Пассек (1772—2 (14) февраля 1831, Москва) — русский мемуарист, записки которого были напечатаны в 1863 году в «Русском архиве».

## Биография
Родился в 1772 году. Сын подполковника Василия Богдановича Пассека (1730—1778) и его двоюродной сестры Елизаветы Ильиничны Обруцкой (1751—?). Дедом его был Богдан Иванович Пассек (1689—1757).
После смерти отца он остался на попечении своего дяди П. Б. Пассека, который в 1781 году определил его в петербургский пансион Масона. После четырёх лет обучения, дядя забрал его из пансиона и увёз в Могилёв, где был генерал-губернатором, где отдал его в Вологодский мушкетёрский полк под фамилией Паскова.
В 1787 году был выпущён из Конной гвардии в Рижский карабинерный полк ротмистром, потом определён князем Потёмкиным в Сумский легко-конный полк (командиром которого был в то время В. С. Ланской) и взят им к себе на дежурство; был во время осады и при взятии Измаила, за что произведён в майоры, пожалован похвальным листом и знаком отличия.  Был в приязненных отношениях с В. С. Поповым.
Некоторое время В. В. Пассек был за границей. Вернувшись в 1792 году в Россию, он рассчитывал получить доставшееся по наследству от отца состояние, но в это время его дядя и попечитель, по выражению В. В. Пассека, «скопил над его головой ужасную бурю», вследствие которой и начались его бедствия. Правитель Екатеринославской губернии Каховский, передавший В. В. Пассеку назначенную ему в награду землю в Очаковской степи, внезапно переменил о нём мнение, и в начале 1794 года послал донесение императрице, сообщая, что образовалась партия людей, опасных для отечества, в числе которых будто бы находится и В. В. Пассек. Он был арестован и обвинён в написании акростиха, порицающего императрицу. На самом деле это стихотворение было написано в Могилёве неким Симоновичем, который дал прочитать его Пассеку, а тот забыл возвратить автору, и, не желая погубить семейного человека, скрыл истину, когда акростих был найден в его бумагах. Однако граф Самойлов, убедившись в том, что B. В. Пассек принял на себя чужую вину из великодушия, освободил его из тюрьмы, где тот пробыл, однако, шесть месяцев. Между тем, Пётр Богданович Пассек, чтобы лишить племянника возможности хлопотать о своём наследстве, представил его императрице шалуном и мотом, которого следует усмирить; в результате ему запрещён был въезд в обе столицы.
В. В. Пассек некоторое время служил дежурным в Гродно при командовавшем войсками князе С. Ф. Голицыне. В декабре 1796 года, по навету дяди, он вновь был арестован (в Вильно) и находился в Дюнаминдской крепости 4 года и 3 месяца. Всё это время дядя В. В. Пассека пользовался его наследственным имуществом. Освобожден В. В. Пассек был 25 марта 1801 года Александром I, который объявил его невинно-пострадавшим и произвёл в чин надворного советника. В это время Петр Богданович Пассек подал на имя императора прошение, чтобы воспитаннику его брата Паскову были даны герб и фамилия Пассеков, и чтобы было утверждено за ним украинское имение, принадлежащее будто бы самому Петру Богдановичу. Приехав в своё имение, В. В. Пассек обнаружил, что оно совершенно разорено, а библиотека и все ценные вещи похищены дядей. 
Вскоре В. В. Пассек вновь был арестован, с обвинением в оскорблении императора и в противозаконных поступках и сослан в Сибирь с лишением всех прав состояния. Т. П. Пассек писала:

Осужденный несчастливец, с женой и двумя малолетними сыновьями: Евгением и Леонидом, отправился в Сибирь, где и прострадал с лишком 20 лет. Когда Евгений и Леонид достигли юношеского возраста, тогда, тайно от родителей, написали прошение императору, в котором просили освободить их родителей и рожденных от них в Сибири детей, предлагая самим остаться за них на всю жизнь в Сибири. Узнав, что государя ожидают в Екатеринбурге, они отправились туда частью пешком, несмотря на пятьсот верст расстояния, достигли до Екатеринбурга и лично подали государю прошение. Вследствие ходатайства и личного доклада генерал-губернатора западной Сибири Капцевича, в 1824 году всемилостивейшим повелением В. В. Пассек со всем своим семейством был возвращен из Сибири по прошению его детей.
Права дворянства были возвращены Пассекам лишь в 1836 году.
В 1863 году в «Русском архиве» появились его автобиографические записки:
- Отрывок жизни Василия Пассека, им самим сочиненный // Русский архив. — М., 1863. — Вып. 5, 6. — С. 354—383.
- Отрывок жизни Василия Пассека, им самим сочиненный // Русский архив. — М., 1863. — Вып. 7. — С. 497—536.
- Отрывок жизни Василия Пассека, им самим сочиненный // Русский архив. — М., 1863. — Вып. 8, 9. — С. 577—659.

Умер 2 (14) февраля 1831 года. Похоронен на Даниловском кладбище; могила утрачена.

## Источник
- Корсакова В. Пассек, Василий Васильевич (1772—1831) // Русский биографический словарь : в 25 томах / Под наблюдением председателя Императорского Русского Исторического Общества А. А. Половцева. — СПб., 1902. — Т. 13: Павел преподобный — Петр (Илейка). — С. 352—355.